# Modus Hungaricus
A Modus Hungaricus sajátos, a 15. és 16. századra jellemző magyar földvárfajta és sajátos erődépítési stílus, amely a kazettás földvár-technológia adaptációja az egyre erősebb hajítógépekkel, majd ágyúkkal végrehajtott ostromokkal szemben.

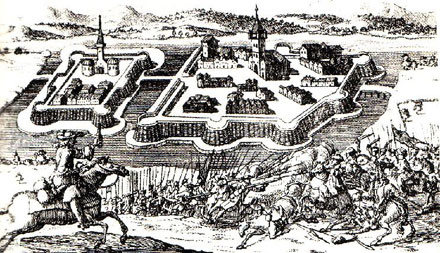
A Modus Hungaricus szemléletes példája az akkor világszinten korszerű rondellarendszerrel épült szolnoki erősség

Vincenzo Scamozzi és Giacomo Lanteri 16. századi olasz építészek foglalkoztak a fa-föld erődök kérdésével. A földvár a korban egyáltalán nem volt ritka, sőt, hazánkon kívül a flamandoknál, Itália és Ausztria egyes részein megszokottak voltak. Mindkét mester egyetértett abban, hogy a rótt palánk nem kezdetleges módszer, hanem olcsó alternatívája a téglaváraknak a kőhiányos területeken, ráadásul azt is állították, hogy jobban ellenállt (rugalmassága miatt) a tüzérség rombolásának, mint a legtöbb kő- és téglafal.

## Építése és működési elve
A palánk módszer lényege, hogy a talajba 1-2 méter mélyre levert gerendákból kettős vagy hármas palánkfal épült. Az egyes cölöpöket ácsolással, és/vagy vesszőfonattal összerögzítették, ezután a két fal közét földdel és agyaggal rétegekben töltötték fel, a rétegeket alaposan ledöngölve rendkívül kemény és tartós szerkezetet kaptak. A szerkezetet kívülről fonattal és agyagtapasztással burkolták a tűzállóság fokozására, ez egyben a kezdetleges ágyúk ellen is nyújtott némi védelmet. A komplexebb kivitel a rótt palánk, ahol a gerendákat ácsolt keresztszerkezettel erősítik és a fal belső felén még egy palánk épül, fokozva a statikai szilárdságot.

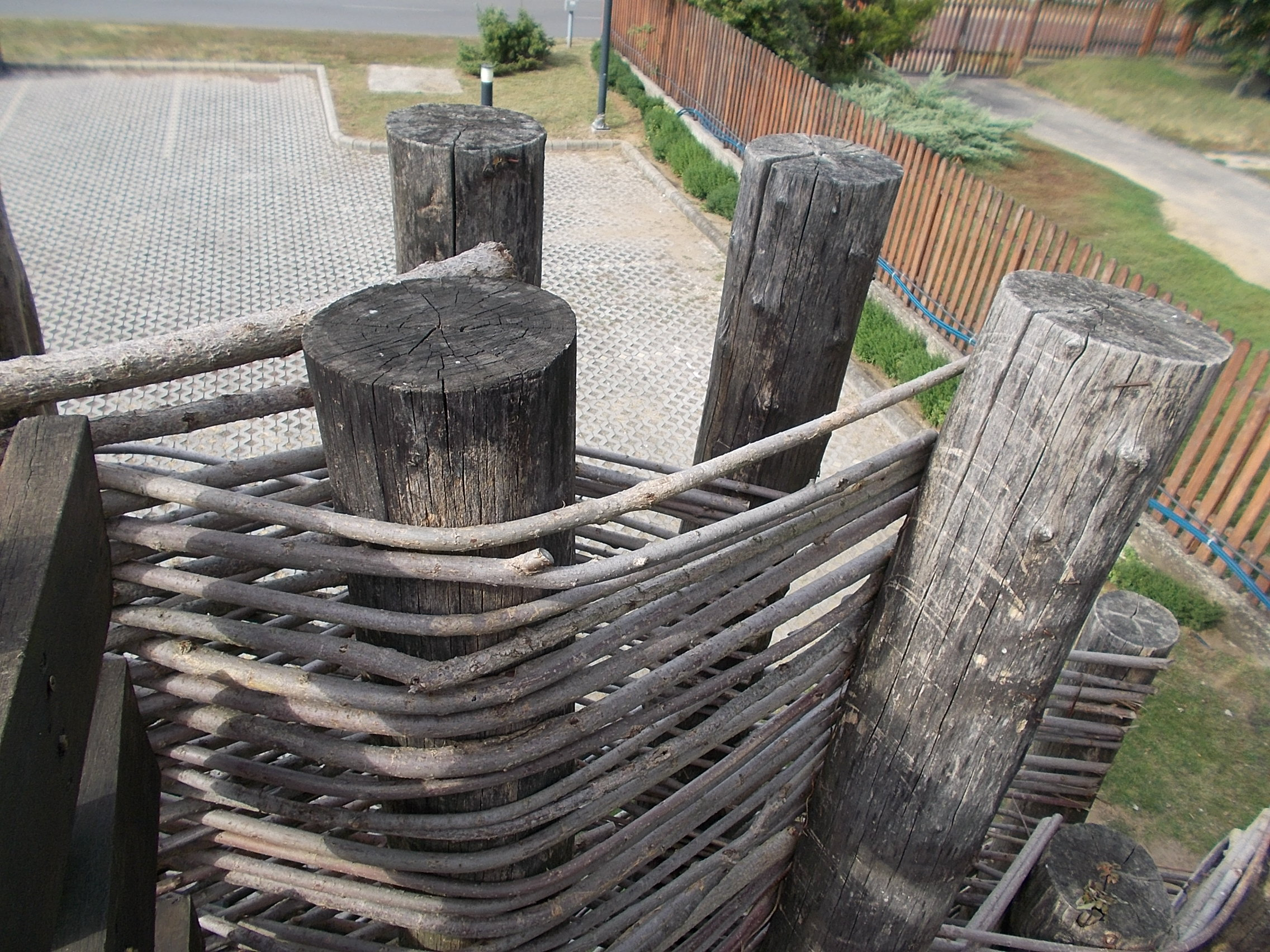
Egyszerű palánk rekonstrukciója, Ecsed. (Az eredeti épületekben jóval sűrűbben voltak a cölöpök, zárt kettős falat alkottak)

Régészeti problematikája, hogy a faszerkezet elkorhadása után csak kevés és sérült maradványa található meg ma, mint például a Győri Dunakapu tér alatti. Értelemszerűen a földvárak és palánkvárak ezért kevésbé feltártak, mint kőből épült társaik.
A „magyar módi” abban tért el az németalföldi földváraktól, hogy széles árkok és emelt lövegállások helyett latorkertekkel és külső önálló palánkművekkel fokozták a rohammentességet. Hadászati lényege, hogy már a vizesárok előtt volt egy palánksor, ami fizikai akadályként lassította az ellenséget. Továbbá az egyes terepszakaszokat levert cölöpökből készült kerítéssel felosztották, amivel pedig az ellenség manővereit korlátozták. Tehát a kivitelezés módja és hadászai működési elve miatt volt sajátosan magyar, nem pedig a földvár-jelleg miatt. Előremutató elképzelés volt tehát a harcok súlyát a várfalról az árokra áttenni, mivel ez lehetővé tette az aktívabb védelmet, mint azt a későbbi Vauban-féle rendszer is előírja.
Mivel a korabeli lövegek pontossága és tűzgyorsasága kicsi volt e falak a 16. század derekán megfelelő védelmet nyújtottak. Továbbá sok korábbi elavult várat e módszerrel egészítettek ki, mivel sokkal jobban bírták a rugalmas földvárfalak a tüzérségi találatokat, mint a magas és relatíve vékony középkori kőfalak. Ilyen technikájú erődök jellemzően az alföldi és alacsony-dombsági területeken épültek, ahol nem volt elég kő, illetve a széles vizesárkok, mocsarak önmagukban biztosították az általános rohammentességet. Ahol nem volt lehetőség ilyen "nedves" védművek kialakítására ott palánkkal erősített szárazárok (ellenlejtő) épült (Berzence). Használata nem volt jellemző az egész országra, mivel a hegyvidékeken értelemszerűen kővárak épültek, a Dunántúl és a Felvidék egyes részein pedig téglavárak.

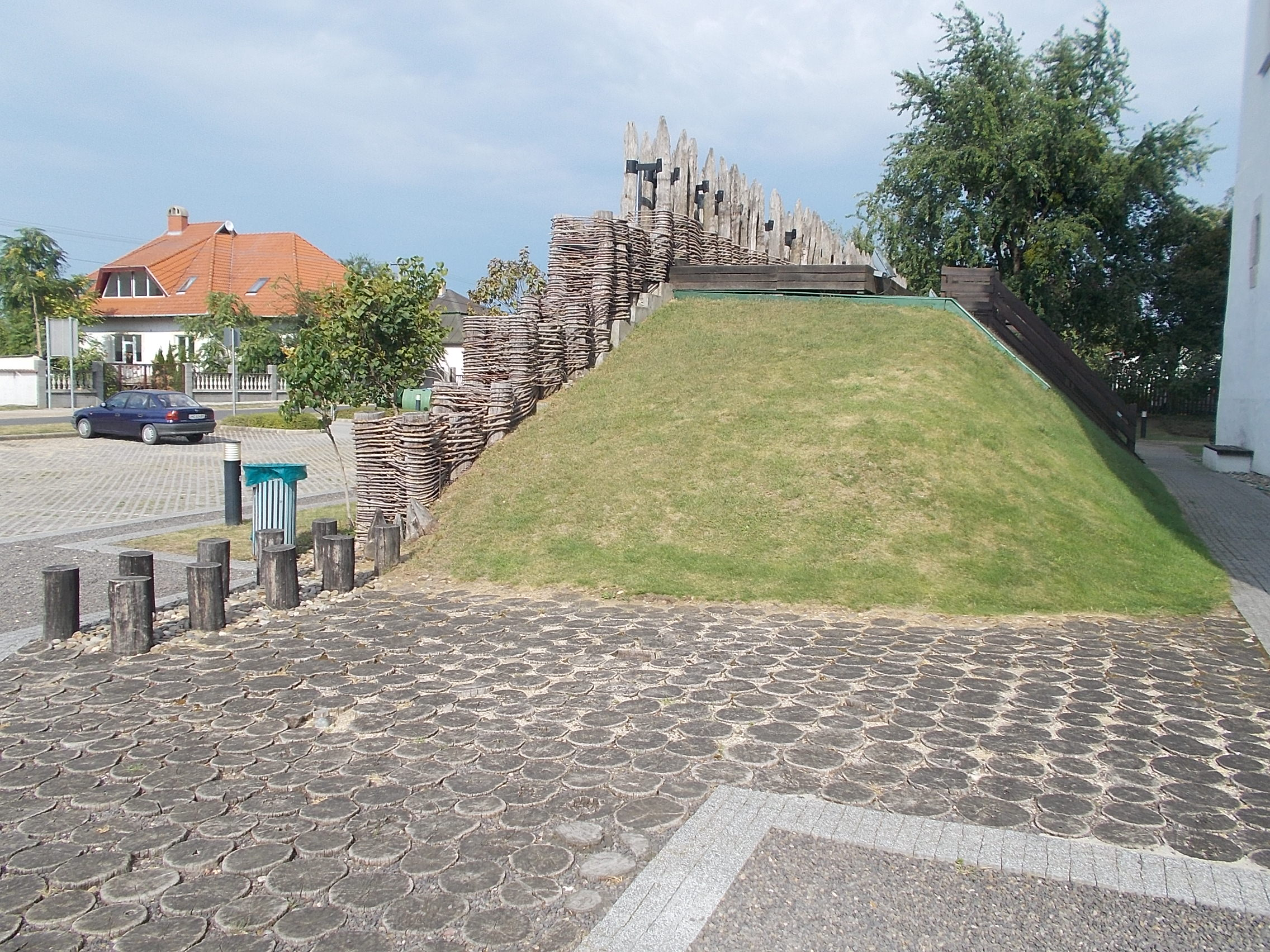
Helyreállított földvárfal, Ecsed. Ez az egyszerűbb palánk kivitel, a rótt palánkot keresztben épített faszerkezet és belső, második palánksor erősítette.

## E technikával készült hazai várak
- A Modus Hungaricus megoldásával először hagyományos belsőtornyos várak épültek, amelyek alig többek, mint a klasszikus földvárak, ilyen volt Bajon vára.
- Később már korszerű rondellás-külsőtornyos erődök épülnek e technikával, így a Tokaji, a Szolnoki és Fácános vár, Babócsa és Kaposvár rondellás erődje.
- Igen korszerű volt a Szigetvári, a Berzencei és a Kisvárdai várak teljes külső olasz-bástya-rendje, Gyula oldalazóműves külső védvonala, az Egri vár több bástyája, ágyúdombja és félbástyája (1560-1590), a félkész Kanizsai Vár három bástyája és Ecsed várának szarvműve szintén ilyen kivitel. Természetesen idővel ezek egy részét tovább fejlesztették és kővel kifalazták őket.
- Még a legnagyobb kővárak (Győr, Kálló, és Komárom) külső védművei is e megoldással készültek, a várak melletti egyes kiemelt jelentőségű terepszakaszokat pedig egysoros palánkkal körülvéve latorkerteket alakítottak ki, a rohammentesség fokozására. Gyakran a meglévő terepszakaszok meredekségét fokozták e módszerrel.
- A 16. század végétől már jellemzően csak a várak árokrendszereit kiegészítő elemek, mint az ollóművek, lunetták és pajzsgátak készültek e módszerrel, kiemelhető e téren Arad átalakítása.[4]

A módszer „kikopásának” későbbi oka nem elavulttá válása volt, hanem a drága karbantartás, hiszen a korhadó fa és vessző elemeket folyamatosan cserélni, a sártapasztást pedig néhány évente megújítani kellett.